# Zehneria alba
Zehneria alba är en gurkväxtart som beskrevs av Henry Nicholas Ridley. Zehneria alba ingår i släktet Zehneria och familjen gurkväxter. Inga underarter finns listade i Catalogue of Life.